# チャールズ・W・ギルモア
チャールズ・ホィットニー・ギルモア（Charles Whitney Gilmore、1874年3月11日 - 1945年9月27日）は、アメリカの古生物学者。20世紀初めアメリカ合衆国国立博物館（現在の国立自然史博物館）在籍中に行った脊椎動物化石の研究で知られる。 
白亜紀の代表的な竜脚類であるアラモサウルスをはじめ、北米やモンゴルで発見されたアレクトロサウルス、アーケオルニトミムス、バクトロサウルス、ブラキケラトプス、キロステノテス、モンゴロサウルス、パロサウルス、ピナコサウルス、スティラコサウルス・オヴァトゥス（現ルベオサウルス）、テスケロサウルスなどを命名した。

## 経歴
1901年からカーネギー自然史博物館で古生物学者として勤務した。この年に発見した若い竜脚類の化石は、翌年アパトサウルスと分類された。
1903年、アメリカ合衆国国立博物館（現在はスミソニアン協会の一部である国立自然史博物館に採用された。この博物館での最初の仕事は、古生物学者オスニエル・チャールズ・マーシュが化石戦争中に集めた膨大な化石の研究で、化石は元々イェール大学に新設されたピーボディ自然史博物館の倉庫に保管されていたが、スペースが足りなくなり溢れ移送されてきたものであった。
1903年、ギルモアは、アシスタント・プレパレーター（化石のクリーニング等を行う人）のノーマン・H・ボス(Norman H. Boss、後に博物館の主任プレパレーターとなる)と共にエドモントサウルスの完全骨格標本を完成させた。また二人はトリケラトプスの骨格復元を史上初めて完成させ、1905年に公開された。1907年5月、更新世の脊椎動物化石の調査のためアラスカ探検も行った。1908年には博物館にほど近いワシントンD.C.北西地区パーク・ビューのパークロード451番地に居を構え、この頃から人に「恐竜化石の管理人 Custodian of Fossil Reptiles 」と呼ばれるようになった。

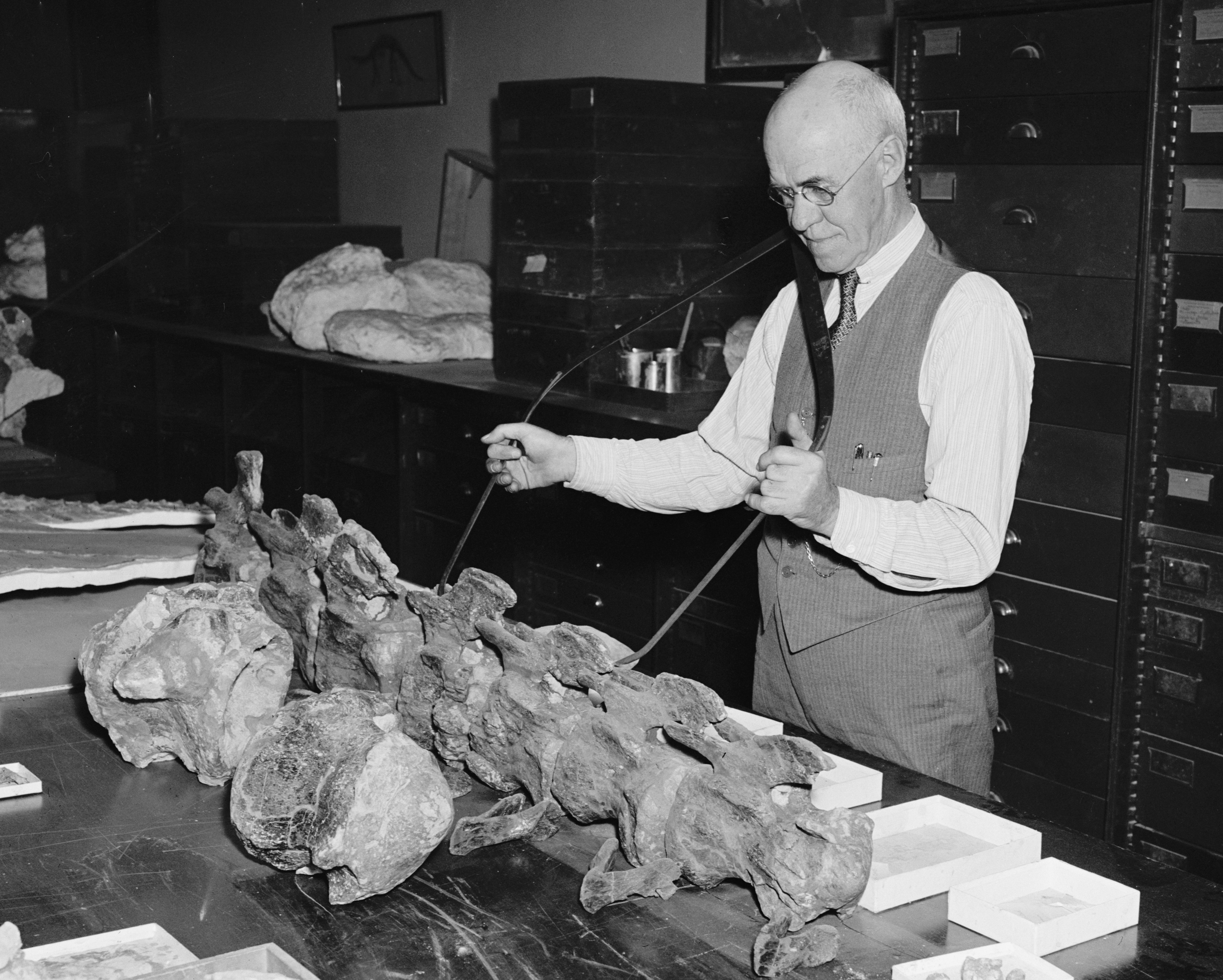
化石のサイズを測るギルモア。1938年。

1923年、ギルモアとボスはディプロドクス・ロングスの化石をユタ州ダイナソー国定公園で採集した。ギルモアの指揮の下で組み立てられた全長70フィート（約21メートル）にもなるこの標本は、1931年から国立自然史博物館で展示され、以後20年もの間博物館の目玉であり続けた。1924年、ギルモアは古脊椎動物学キュレーターの地位まで昇進した。
キュレーター時代、ギルモアは古脊椎動物の化石を求めて16回の探検調査を行っている。調査対象は主にユタ州とワイオミング州産出の化石であったが、1913年にはモンタナ州のツーメディスン累層で発掘調査を行い、さらに1928年と1935年にも同地で再調査を行っている。
一般市民が博物館に持ち込んでくる化石の同定作業もキュレーターであるギルモアの仕事であった。1938年、石灰石の採石作業で見つかった歯の化石をギルモアが調べたところ、更新世のバク、クマおよび絶滅した北米のライオン（Felis atrox）の歯であることが判明したこともある。
多作家で、170の学術論文を執筆し、中にはアパトサウルスの骨学的研究や肉食恐竜と鎧竜の骨学についてのモノグラフ（総説論文）もある。また新種だけでなく、ステゴサウルスについて（1914年）や肉食恐竜について（1920年）のモノグラフの他、アパトサウルスについての再考察やカマラサウルスの幼体についての研究（1925年）も遺している。
1945年にスミソニアンを引退し、その後間もなく1945年9月27日死去し、同月29日にアーリントン国立墓地に埋葬された。
2011年に命名されたスッポンの絶滅種 Gilmoremys 、2003年に命名された草食竜シュアンミアオサウルス・ギルモア  (Shuangmiaosaurus gilmorei) 、1990年命名の二足歩行恐竜リカルドエステシア・ギルモレイ Richardoestesia gilmoreiとギルモレオサウルス  などは、古脊椎動物学への貢献が讃えられたギルモアへの献名である。

## 主な論文
- 1908. Smithsonian exploration in Alaska in 1907 in search of Pleistocene fossil vertebrates.
- 1909. A new rhynchocephalian reptile from the Jurassic of Wyoming, with notes on the fauna of "Quarry 9".
- 1909. Osteology of the jurassic reptile Camptosaurus: with a revision of the species of the genus, and description of two new species.
- 1914. Osteology of the armored Dinosauria in the United States National museum : with special reference to the genus Stegosaurus.
- 1914. A new ceratopsian dinosaur from the Upper Cretaceous of Montana, with a note on Hypacrosaurus.
- 1915. Osteology of Thescelosaurus, an orthopodus dinosaur from the Lance Formation of Wyoming.
- 1916. The fossil turtles of the Uinta formation.
- 1917. Brachyceratops, a ceratopsian dinosaur from the Two Medicine formation of Montana, with notes on associated fossil reptiles.
- 1919. Reptilian faunas of the Torrejon, Puerco, and underlying Upper Cretaceous formations of San Juan County, New Mexico.
- 1920. Osteology of the carnivorous Dinosauria in the United States National museum, with special reference to the genera Antrodemus (Allosaurus) and Ceratosaurus.
- 1921. The fauna of the Arundel formation of Maryland.
- 1922.  "A new description of Saniwa ensidens Leidy, an extinct varanid lizard from Wyoming.
- 1924. On the genus Stephanosaurus, with a description of the type specimen of Lambeosaurus lambei.
- 1924. A new coelurid dinosaur from the Belly River Cretaceous of Alberta.
- 1930. Cold-blooded vertebrates. Parts II and III: Amphibians and Reptiles. with Samuel F. Hildebrand and Doris M. Cochran.
- 1933. On the dinosaurian fauna of the Iren Dabasu Formation.
- 1933. Two new dinosaurian reptiles from Mongolia with notes on some fragmentary specimens.
- 1938. Fossil snakes of North America.
- 1939. A review of recent progress in reptilian paleontology.
- 1945. A new Eocene lizard from Wyoming with Glenn Lowell Jepsen.
- 1945. A new sauropod dinosaur from the Upper Cretaceous of Missouri with Dan R. Stewart.
- 1946. A new crocodilian from the Eocene of Utah (published posthumously).